# Ophiophragmus septus
Ophiophragmus septus är en ormstjärneart som först beskrevs av Christian Frederik Lütken 1859.  Ophiophragmus septus ingår i släktet Ophiophragmus och familjen trådormstjärnor. Inga underarter finns listade i Catalogue of Life.